# Toni Schumacher (ur. 1938)
Anton "Toni" Schumacher (ur. 1 grudnia 1938 w Bonn) – niemiecki piłkarz grający na pozycji bramkarza. 

## Kariera piłkarska
Toni Schumacher karierę piłkarską rozpoczął w 1950 roku w juniorach Blau-Weiß Hemmerich, w których grał do 1959 roku. Następnie podpisał profesjonalny kontrakt z występującym w sezonie 1959/1960 w Verbandslidze okręgu Środkowy Ren TuRą Bonn, z którą zakończył rozgrywki ligowe na 4. miejscu. Dzięki znakomitym występom został zauważony przez działaczy występującego w Oberlidze zachodniej FC Köln, z którymi wkrótce podpisał profesjonalny kontrakt. Debiut w Kozłach prowadzonych przez trenera Oswalda Pfaua zaliczył 4 grudnia 1960 roku w wyjazdowym meczu z SV Sodingen. Wówczas pierwszym bramkarzem Kozłów był Fritz Ewert, który był wówczas również członkiem reprezentacji RFN. Mimo tego miał udział w zdobyciu przez klubu trzech mistrzostw Oberligi zachodniej (1961 – 5 meczów, 1962 – 7 meczów, 1963 – 9 meczów) oraz zdobyciu mistrzostwa Niemiec w sezonie 1961/1962 wraz z trenerem Zlatko Čajkovskim, gdzie w decydującym turnieju Schumacher zagrał 21 kwietnia 1962 roku w wygranym 3:1 meczu wyjazdowym – ostatnim meczu Grupy 2 z Eintrachtem Frankfurt. Ponadto w sezonie 1960/1961 reprezentował Kolonię w Pucharze Miast Targowych, w którym dotarł do ćwierćfinału, w którym drużyna Kolonii przegrała rywalizację z włoską AS Roma (0:2, 2:0, 1:4).
26 września 1962 roku wystąpił w rewanżowym – wygranym 4:0 meczu domowym ze szkockim Dundee United w ramach Pucharu Europy, jednak ponieważ w pierwszym meczu rundy, rozegranym 5 września 1962 roku w Dundee (Schumacher nie grał) Kozły przegrały aż 8:1 i tym samym zakończyły udział w rozgrywkach, a w rundzie finałowej mistrzostw Niemiec, w których Schumacher nie grał, Kozły przegrały w finale 3:1 z Borussią Dortmund rozegranym 29 czerwca 1963 roku na Neckarstadion w Stuttgarcie.
W 1963 roku została utworzona Bundesliga (nowe mistrzostwa Niemiec), do której przystąpił również FC Köln, który został pierwszym triumfatorem tych rozgrywek, a Schumacher, który debiut w tych rozgrywkach zaliczył 15 lutego 1964 roku w wygranym 3:1 meczu domowym z Herthą Berlin, rozegrał 4 mecze, będąc dublerem Fritza Ewerta. Jednak w sezonie 1964/1965 Schumacher był podstawowym bramkarzem Kozłów (23 mecze, Fritz Ewert rozegrał 7 meczów), z którymi zdobył wicemistrzostwo Niemiec, natomiast w Pucharze Europy dotarł do ćwierćfinału, w którym ich przeciwnikiem był angielski FC Liverpool, w którym w dwóch meczach padły bezbramkowe remisy: 10 lutego 1965 roku w Kolonii oraz 17 lutego 1965 roku na Anfield Road na oczach 48 948 widzów, w którym Hemmersbach (zastąpił na pozycji stopera kontuzjowanego Leo Wildena) wraz z obrońcami Matthiasem Hemmersbachem i Wolfgangiem Weberem stanowił o sile zespołu, w związku z czym 24 marca 1965 roku w Rotterdamie odbył się dodatkowy mecz, w którym w książce pt. "FC Hennes & Co." występ Schumachera został oceniony jako światowej klasy oraz zakończył się remisem 2:2, w związku z czym potrzebny do rozstrzygnięcia potrzebny był rzut monetą, który okazał się korzystny dla The Reds i tym samym Kozły zakończyły udział w rozgrywkach, a mecz ze względu na zaciętą rywalizację obu drużyn jest potocznie nazywany tzw. Rzut monetą w Rotterdamie.
W sezonie 1965/1966 Schumacher rozegrał 22 mecze, a Kozły zakończyły rozgrywki ligowe na 5. miejscu. Natomiast przed rozpoczęciem sezonu 1966/1967 trener Kozłów – Willi Multhaup, ku zaskoczeniu Schumachera sprowadził do drużyny słynnego jugosłowiańskiego bramkarza – Milutina Šoškića, który został nowym bramkarzem numerem 1 w drużynie Kozłów i tym samym w sezonie 1966/1967 Schumacher nie rozegrał żadnego meczu. Natomiast w sezonie 1967/1968 rozegrał 9 meczów, a Kozły zakończyły rozgrywki ligowe na 4. miejscu. Ostatni mecz w Bundeslidze rozegrał 3 lutego 1968 roku w zremisowanym 1:1 meczu wyjazdowym z Schalke Gelsenkirchen. Ponadto w tym samym sezonie sięgnął z klubem po Puchar Niemiec, w którym zagrał w dwóch pierwszych meczach tego turnieju – 27 stycznia 1968 roku na wyjeździe z FC Homburg (4:1) oraz 12 marca 1968 roku u siebie z Eintrachtem Frankfurt (1:1 p.d.), a Kozły w finale rozegranym 9 czerwca 1968 roku na Südweststadion w Ludwigshafen am Rhein wygrały 4:1 z VfL Bochum. Po sezonie 1967/1968 Schumacher odszedł z klubu.
W sezonie 1968/1969 reprezentował barwy występującej w Regionallidze zachodniej Viktorii Kolonia, w której rozegrał zaledwie 6 meczów ligowych. Następnie bez większych sukcesów reprezentował barwy: belgijskiego KV Mechelen (1969–1970) oraz ponownie SC Bonner, w którym w 1971 roku zakończył piłkarską karierę.
Łącznie w Bundeslidze rozegrał 58 meczów. 

## Kariera reprezentacyjna
Toni Schumacher został powołany przez selekcjonera reprezentacji RFN – Helmuta Schöna na mecz eliminacyjny mistrzostw świata 1966 z reprezentacją Cypru, który został rozegrany 24 kwietnia 1965 roku w Karlsruhe oraz zakończył się wygraną reprezentacji RFN 5:0. Jednak Schumacher w tym meczu nie wystąpił. Na bramce stanął Manfred Manglitz.

## Sukcesy
FC Köln
- Mistrzostwo Niemiec: 1962, 1964
- Wicemistrzostwo Niemiec: 1963, 1965
- Mistrzostwo Oberligi zachodniej: 1961, 1962, 1963
- Puchar Niemiec: 1968